# Pécsudvard
Pécsudvard – wieś i gmina w południowej części Węgier, w pobliżu miasta Pecz (węg. Pécs).
Miejscowość administracyjnie należy do powiatu Pécs, wchodzącego w skład komitatu Baranya i jest jedną z 39 gmin tego powiatu.
W skład gminy Pécsudvard wchodzi wieś Pécsudvard, stanowiąca główne skupisko osadnicze oraz pewna liczba nienazwanych przysiółków i pojedynczych domów.